# Юнґ Володимир Григорович
Юнґ Володимир Григорович (1889–1942) — графік-педагог; у 1920-х роках викладав літографію й рисунок у Київському художньому інституті; працював у галузі станкової графіки: «Натурщиця» (1926), «Прасувальниця» (1927), «За роботою»; ілюстрації до творів М. Коцюбинського тощо.

## Загальні відомості
Жив і працював у Москві та Києві. Навчався у ВХУТЕМАС-ВХУТЕІН (1921—1926) на поліграфічному факультеті.
У 1920-х роках викладав літографію і рисунок у Київському художньому інституті, з 1931 року працював у Московському педагогічному інституті.

## Роботи
- 1926 — Натурщиця
- 1927 — Прасувальниця
- 1927 — За заняттями
- 1929 — Кольорова автолітографія
- 1934 — Піднімання стратостата
- 1937 — Серго Орджонікідзе в танку
- За роботою
- Ілюстрації до творів М. Коцюбинського